# Voo Aeroflot 2
O Voo Aeroflot 2 foi um voo de passageiros regularmente operado pela Aeroflot do Aeroporto de Vitim, na República Sakha, para o Aeroporto Internacional Irkutsk, perto de Irkutsk. No dia 20 de julho de 1977, o Ilyushin Il-14 que realizava o voo caiu sob as árvores no exterior do aeroporto, logo após a descolagem. Dos 34 passageiros e seis tripulantes que faleceram, apenas um passageiro sobreviveu. 

## Investigação
O Comissão de Investigação de Acidentes Aéreos colocaram a maior parte da culpa sobre o capitão, pela decisão de descolar de uma pista com uma grande quantidade de água e por apenas tentar usar uma parte da pista. Uma falta de cuidado por controladores de tráfego aéreo, permitindo a utilização de uma pista molhada, com um vento de cauda e incompletas informações meteorológicas, foram também factores determinantes do acidente.